# Ålandsskärs naturreservat
Ålandsskärs naturreservat är ett  naturreservat i Haninge kommun i Stockholms län.
Området är naturskyddat sedan 2014 och är 18 hektar stort. Reservatet omfattar huvuddelen av ön Ålandsskär och omges av Huvudskärs naturreservat. Reservatet består mest av klippor/berg med mindre partier av lövträd och tall.